# Sobki (województwo wielkopolskie)
Sobki – osada w Polsce, położona w województwie wielkopolskim, w powiecie krotoszyńskim, w gminie Krotoszyn.